# IBU-cupen
IBU-cupen är under vintern en serie av tävlingar i skidskytte. Den är en underdivision till världscupen i skidskytte. Fram till 2008 gick cupen officiellt under namnet Europacupen i skidskytte.

## Organisation
Cupen består av nio tävlingstillfällen, med två (tre vid säsongslutet) tävlingar per tillfälle. Vanligtvis tävlar cirka 17 nationer under en säsong.

### Antal startande
Varje nation rätt till två platser i startfältet, i sprint och distans. Hur många startande varje land får ha avgörs utifrån föregående säsongs resultat i nationscupen.
| Antal startande för nationer | Antal startande för nationer | Antal startande för nationer | Antal startande för nationer | Antal startande för nationer |
| ---------------------------- | ---------------------------- | ---------------------------- | ---------------------------- | ---------------------------- |
| Placering i Nationscupen     | 1 – 4                        | 5 – 8                        | 9 – 12                       | 13 +                         |
| Antal startplatser           | 7                            | 6                            | 5                            | 4                            |

## Poängsystem
Utifrån sin placering delas det ut poäng som läggs ihop i totalcupen och de olika disciplincuperna. Poängmallen för tävlingarna skiljer sig från de i alpin skidåkning och längdskidåkning, där en tävlande får bättre poäng om den legat på en jämn nivå under säsongen. I skidskytte ges poäng enbart utifrån resultatet i tävlingen.
Ledaren i totalcupen har under loppen en gul väst, och den som leder den gällande disciplincupen har en röd. Det finns även en röd-gul väst för den som leder båda totalen och disciplinen. I slutet av säsongen delas det ut troféer, stora och små kristallkulor, till vinnarna i cuperna.

### Poängsystem
| Poängsystem sedan säsongen 2008/2009 | Poängsystem sedan säsongen 2008/2009 | Poängsystem sedan säsongen 2008/2009 | Poängsystem sedan säsongen 2008/2009 | Poängsystem sedan säsongen 2008/2009 | Poängsystem sedan säsongen 2008/2009 | Poängsystem sedan säsongen 2008/2009 | Poängsystem sedan säsongen 2008/2009 | Poängsystem sedan säsongen 2008/2009 | Poängsystem sedan säsongen 2008/2009 | Poängsystem sedan säsongen 2008/2009 | Poängsystem sedan säsongen 2008/2009 | Poängsystem sedan säsongen 2008/2009 | Poängsystem sedan säsongen 2008/2009 | Poängsystem sedan säsongen 2008/2009 | Poängsystem sedan säsongen 2008/2009 | Poängsystem sedan säsongen 2008/2009 | Poängsystem sedan säsongen 2008/2009 | Poängsystem sedan säsongen 2008/2009 | Poängsystem sedan säsongen 2008/2009 | Poängsystem sedan säsongen 2008/2009 | Poängsystem sedan säsongen 2008/2009 | Poängsystem sedan säsongen 2008/2009 | Poängsystem sedan säsongen 2008/2009 | Poängsystem sedan säsongen 2008/2009 | Poängsystem sedan säsongen 2008/2009 | Poängsystem sedan säsongen 2008/2009 | Poängsystem sedan säsongen 2008/2009 | Poängsystem sedan säsongen 2008/2009 | Poängsystem sedan säsongen 2008/2009 | Poängsystem sedan säsongen 2008/2009 | Poängsystem sedan säsongen 2008/2009 | Poängsystem sedan säsongen 2008/2009 | Poängsystem sedan säsongen 2008/2009 | Poängsystem sedan säsongen 2008/2009 | Poängsystem sedan säsongen 2008/2009 | Poängsystem sedan säsongen 2008/2009 | Poängsystem sedan säsongen 2008/2009 | Poängsystem sedan säsongen 2008/2009 | Poängsystem sedan säsongen 2008/2009 | Poängsystem sedan säsongen 2008/2009 |
| ------------------------------------ | ------------------------------------ | ------------------------------------ | ------------------------------------ | ------------------------------------ | ------------------------------------ | ------------------------------------ | ------------------------------------ | ------------------------------------ | ------------------------------------ | ------------------------------------ | ------------------------------------ | ------------------------------------ | ------------------------------------ | ------------------------------------ | ------------------------------------ | ------------------------------------ | ------------------------------------ | ------------------------------------ | ------------------------------------ | ------------------------------------ | ------------------------------------ | ------------------------------------ | ------------------------------------ | ------------------------------------ | ------------------------------------ | ------------------------------------ | ------------------------------------ | ------------------------------------ | ------------------------------------ | ------------------------------------ | ------------------------------------ | ------------------------------------ | ------------------------------------ | ------------------------------------ | ------------------------------------ | ------------------------------------ | ------------------------------------ | ------------------------------------ | ------------------------------------ | ------------------------------------ |
| Placering                            | 1                                    | 2                                    | 3                                    | 4                                    | 5                                    | 6                                    | 7                                    | 8                                    | 9                                    | 10                                   | 11                                   | 12                                   | 13                                   | 14                                   | 15                                   | 16                                   | 17                                   | 18                                   | 19                                   | 20                                   | 21                                   | 22                                   | 23                                   | 24                                   | 25                                   | 26                                   | 27                                   | 28                                   | 29                                   | 30                                   | 31                                   | 32                                   | 33                                   | 34                                   | 35                                   | 36                                   | 37                                   | 38                                   | 39                                   | 40                                   |
| Poäng                                | 60                                   | 54                                   | 48                                   | 43                                   | 40                                   | 38                                   | 36                                   | 34                                   | 32                                   | 31                                   | 30                                   | 29                                   | 28                                   | 27                                   | 26                                   | 25                                   | 24                                   | 23                                   | 22                                   | 21                                   | 20                                   | 19                                   | 18                                   | 17                                   | 16                                   | 15                                   | 14                                   | 13                                   | 12                                   | 11                                   | 10                                   | 9                                    | 8                                    | 7                                    | 6                                    | 5                                    | 4                                    | 3                                    | 2                                    | 1                                    |

| Poängsystem mellan säsongen 2000/2001 och säsongen 2007/2008 | Poängsystem mellan säsongen 2000/2001 och säsongen 2007/2008 | Poängsystem mellan säsongen 2000/2001 och säsongen 2007/2008 | Poängsystem mellan säsongen 2000/2001 och säsongen 2007/2008 | Poängsystem mellan säsongen 2000/2001 och säsongen 2007/2008 | Poängsystem mellan säsongen 2000/2001 och säsongen 2007/2008 | Poängsystem mellan säsongen 2000/2001 och säsongen 2007/2008 | Poängsystem mellan säsongen 2000/2001 och säsongen 2007/2008 | Poängsystem mellan säsongen 2000/2001 och säsongen 2007/2008 | Poängsystem mellan säsongen 2000/2001 och säsongen 2007/2008 | Poängsystem mellan säsongen 2000/2001 och säsongen 2007/2008 | Poängsystem mellan säsongen 2000/2001 och säsongen 2007/2008 | Poängsystem mellan säsongen 2000/2001 och säsongen 2007/2008 | Poängsystem mellan säsongen 2000/2001 och säsongen 2007/2008 | Poängsystem mellan säsongen 2000/2001 och säsongen 2007/2008 | Poängsystem mellan säsongen 2000/2001 och säsongen 2007/2008 | Poängsystem mellan säsongen 2000/2001 och säsongen 2007/2008 | Poängsystem mellan säsongen 2000/2001 och säsongen 2007/2008 | Poängsystem mellan säsongen 2000/2001 och säsongen 2007/2008 | Poängsystem mellan säsongen 2000/2001 och säsongen 2007/2008 | Poängsystem mellan säsongen 2000/2001 och säsongen 2007/2008 | Poängsystem mellan säsongen 2000/2001 och säsongen 2007/2008 | Poängsystem mellan säsongen 2000/2001 och säsongen 2007/2008 | Poängsystem mellan säsongen 2000/2001 och säsongen 2007/2008 | Poängsystem mellan säsongen 2000/2001 och säsongen 2007/2008 | Poängsystem mellan säsongen 2000/2001 och säsongen 2007/2008 | Poängsystem mellan säsongen 2000/2001 och säsongen 2007/2008 | Poängsystem mellan säsongen 2000/2001 och säsongen 2007/2008 | Poängsystem mellan säsongen 2000/2001 och säsongen 2007/2008 | Poängsystem mellan säsongen 2000/2001 och säsongen 2007/2008 | Poängsystem mellan säsongen 2000/2001 och säsongen 2007/2008 |
| ------------------------------------------------------------ | ------------------------------------------------------------ | ------------------------------------------------------------ | ------------------------------------------------------------ | ------------------------------------------------------------ | ------------------------------------------------------------ | ------------------------------------------------------------ | ------------------------------------------------------------ | ------------------------------------------------------------ | ------------------------------------------------------------ | ------------------------------------------------------------ | ------------------------------------------------------------ | ------------------------------------------------------------ | ------------------------------------------------------------ | ------------------------------------------------------------ | ------------------------------------------------------------ | ------------------------------------------------------------ | ------------------------------------------------------------ | ------------------------------------------------------------ | ------------------------------------------------------------ | ------------------------------------------------------------ | ------------------------------------------------------------ | ------------------------------------------------------------ | ------------------------------------------------------------ | ------------------------------------------------------------ | ------------------------------------------------------------ | ------------------------------------------------------------ | ------------------------------------------------------------ | ------------------------------------------------------------ | ------------------------------------------------------------ | ------------------------------------------------------------ |
| Placering                                                    | 1                                                            | 2                                                            | 3                                                            | 4                                                            | 5                                                            | 6                                                            | 7                                                            | 8                                                            | 9                                                            | 10                                                           | 11                                                           | 12                                                           | 13                                                           | 14                                                           | 15                                                           | 16                                                           | 17                                                           | 18                                                           | 19                                                           | 20                                                           | 21                                                           | 22                                                           | 23                                                           | 24                                                           | 25                                                           | 26                                                           | 27                                                           | 28                                                           | 29                                                           | 30                                                           |
| Poäng                                                        | 50                                                           | 46                                                           | 43                                                           | 40                                                           | 37                                                           | 34                                                           | 32                                                           | 30                                                           | 28                                                           | 26                                                           | 24                                                           | 22                                                           | 20                                                           | 18                                                           | 16                                                           | 15                                                           | 14                                                           | 13                                                           | 12                                                           | 11                                                           | 10                                                           | 9                                                            | 8                                                            | 7                                                            | 6                                                            | 5                                                            | 4                                                            | 3                                                            | 2                                                            | 1                                                            |

| Placering | 1  | 2  | 3  | 4  | 5  | 6  | 7  | 8  | 9  | 10 | 11 | 12 | 13 | 14 | 15 | 16 | 17 | 18 | 19 | 20 | 21 | 22 | 23 | 24 | 25 |
| Poäng     | 30 | 26 | 24 | 22 | 21 | 20 | 19 | 18 | 17 | 16 | 15 | 14 | 13 | 12 | 11 | 10 | 9  | 8  | 7  | 6  | 5  | 4  | 3  | 2  | 1  |

## Discipliner

### Översikt
Det tävlas i följande fyra discipliner i cupen:
- Sprint är den vanligaste disciplinen i IBU-cupen, arrangeras vid nästan varje tävlingstillfälle. Åkarna startar interval, vanligen med 30 sekunders mellanrum. Tävlingen körs på 7,5 km för damer och på 10 km för herrar. Det är två skjutningar, en liggande och en stående, ett missat skott resulterar i att åkaren får köra ett varv i den 150 m långa straffrundan vilket innebär en försening på drygt 20 sekunder.
- Jaktstart är den näst vanligaste disciplinen i cupen. Det är inte en separat tävling utan grundas på tidiga resultat, oftast från en tidigare sprint, mer sällan från en distans. De 60 bästa i den tidigare tävlingen får ställa upp i jaktstarten. De startar i resultatsordning från den tidigare tävlingen, kom man till exempel 20 sekunder efter segraren i den tidigare tävlingen startar man 20 sekunder efter segraren i jaktstarten. Längden på loppet brukar ligga kring 10 km för damer och 12,5 för herrar. De skjuter två liggande skjutningar och två stående och precis som i sprinten leder ett missat skott till ett varv i straffrundan.
- Distans är den mest traditionella disciplinen i IBU-cupen. Åkarna skjuter två gånger liggande och två gånger stående och en bom leder till en minuts tidstillägg. Loppets längd är för damer 15 km och för herrar 20 km. Precis som i sprinten startar man med intervallstart.
- Stafetten deltar fyra åkare i varje lag. Det skjuts två gånger per åkare, en gång liggande och en gång stående, utöver de normalt fem patroner som användsför att få ner målet finns i denna disciplin tre extraskott per skjutning att tillgå för att få ner målen och därmed slippa straffrunda. Loppen körs på 7,5 km per åkare för herrar och för damerna 6 km.

## Arrangörsorter
Var och när tävlingarna arrangeras ändras lite mellan säsongerna, men följer en viss standard. Det första tävlingstillfället brukar arrangeras i Skandinavien, ofta i Idre, Sverige. Den andra hålls ofta i österrikiska Obertilliach. Den tredje och sista innan årsskiftet hålls antingen i Martell eller Ridnaun, båda i Italien. Tävlingstillfällena i januari hålls i Altenberg, Tyskland och i Nove Mesto, Tjeckien. Det sjätte tävlingstilfället är i Haute Maurienne, Frankrike och följs av ett EM som inkluderas i IBU-cupen. Det hålls sällan tävlingstillfällen utanför Europa. Cupen avslutas ofta i Pokljuka, Slovenien.